# Afropisaura valida
Afropisaura valida är en spindelart som först beskrevs av Simon 1886.  Afropisaura valida ingår i släktet Afropisaura och familjen vårdnätsspindlar. Inga underarter finns listade i Catalogue of Life.